# Министерство окружающей среды Республики Корея
Министерство охраны окружающей среды (кор. 환경부 хванкёнъ пу) — южнокорейское министерство исполнительной ветви, занимающееся защитой окружающей среды. Кроме соблюдения правил и спонсоров экологических исследований, Министерство осуществляет управление национальными парками.

## История
Министерство здравоохранения было создано в 1967 году, оно было расширено отделом по контролю загрязнений, отвечающим за экологические санкции, в 1973 году. После нескольких реформ и расширения природоохранного органа, Агентство охраны окружающей среды было создано в качестве филиала Министерства здравоохранения в 1980 году. В январе 1990 года Агентство охраны окружающей среды администрации было переименовано на Министерство охраны окружающей среды при канцелярии премьер-министра, с целью эффективно интегрировать и координировать экологические вопросы. В декабре 1994 года Министерство охраны окружающей среды получило более широкие полномочия по разработке и осуществлению своей собственной политики.

## Миссия
Миссия Министерства охраны окружающей среды заключается в защите национальной территории от угрозы загрязнения окружающей среды и улучшения качества жизни для населения. Кроме того, министерство стремится внести свой вклад в глобальные усилия по защите всей Земли в целом. В феврале 2008 года Корейская метеорологическая администрация стала филиалом Министерства.

### Задачи Министерства охраны окружающей среды
- Принятие и изменение экологических законов и правил
- Внедрение природоохранных учреждений
- Формирование рамочной структуры для природоохранных органов
- Разработка и реализация середине долгосрочных комплексных мер по охране окружающей среды
- Разработка норм и правил
- Обеспечение административной и финансовой поддержки для управления местными органами власти по защите окружающей средой
- Межкорейское сотрудничество в природоохранной сфере
- Экологическое сотрудничество с другими странами.